# Andover (Minnesota)
Andover é uma cidade localizada no estado americano de Minnesota, no Condado de Anoka.

## Demografia
Segundo o censo americano de 2000, a sua população era de 26.588 habitantes. 
Em 2006, foi estimada uma população de 30.222, um aumento de 3634 (13.7%).

## Geografia
De acordo com o United States Census Bureau tem uma área de 
90,6 km², dos quais 88,3 km² cobertos por terra e 2,3 km² cobertos por água.

## Localidades na vizinhança
O diagrama seguinte representa as localidades num raio de 12 km ao redor de Andover. 